# Морозово (Граїнська волость)
Морозово (рос. Морозово) — присілок в Красногородському районі Псковської області Російської Федерації.
Населення становить 31 особу. Входить до складу муніципального утворення Красногородська волость .

## Історія
Від 2015 року входить до складу муніципального утворення Красногородська волость .

## Населення
1. Н/Д[2]